# Armadillidium nigrum
Armadillidium nigrum är en kräftdjursart som beskrevs av Arcangeli 1956. Armadillidium nigrum ingår i släktet Armadillidium och familjen klotgråsuggor. Inga underarter finns listade i Catalogue of Life.